# Wagh el Birket
De Wagh el Birket, ook wel de Berka genoemd, was een hoerenbuurt in het Caïro van de 20e eeuw.
Vóór de Tweede Wereldoorlog was de Wagh el Birket een uitgaansbuurt, die bijvoorbeeld in de romans van Nagieb Mahfoez prominent aanwezig is. 
Gedurende de Tweede Wereldoorlog heeft het Britse leger er bordelen opgericht.